# Gabriel Lippmann
Jonas Ferdinand Gabriel Lippmann, född 16 augusti 1845 i Bonnevoie, Luxemburg, död 13 juli 1921, var en fransk fysiker. Han tilldelades Nobelpriset i fysik 1908 för sin metod för att återge färger fotografiskt med interferens.

## Biografi
Lippman, som var född av franska föräldrar, kom med sin familj redan 1848 till Frankrike. Han studerade fysik och kemi vid de främsta tyska universiteten, särskilt Heidelbergs, samt blev 1884 professor i matematisk fysik och 1886 i experimentell fysik vid Sorbonne i Paris. År 1875 uppmärksammades han för en avhandling angående de elektrokapillära fenomenen, vilka han även senare studerade. Samtidigt konstruerade han kapillärelektrometern, som blev ett högt värderat fysiskt instrument. Dessa undersökningar ledde honom att (1881) uttala principen om "la conservation de l'électricité", vilken ledde till viktiga slutsatser. 
En hel del andra av Lippmanns arbeten faller inom elektricitetslärans område, såsom studier angående den galvaniska polarisationen och den elektriska induktionen (1889) samt uppfinningen av metoder för bestämning av vätskors elektriska ledningsförmåga (1876) och av enheten för resistans (ohm; 1882). Andra arbeten (1895–1896) berör astronomisk-fysiska frågor (coelostaten och pendeln). 
Lippmanns mest bekanta arbete, varmed var sysselsatt från 1890, var frågan om fotografering i naturliga färger, vilken delvis ledde till praktiska resultat och gav honom Nobelpriset i fysik 1908. Han utgav även några läroböcker, såsom Cours d'acoustique et d'optique (1888) och Cours de thermodynamique (1889). Hans förnämsta arbeten publicerades i "Annales de chimie et de physique", "Comptes rendus de l'Académie des sciences" och "Journal de physique". Han kallades 1886 till medlem av Institut de France och 1906 av Vetenskapssocieteten i Uppsala.